# J.A. Mulock Houwer
Jan Anthony Mulock Houwer (Zierikzee, 24 maart 1857 - Groningen, 16 juli 1933), in vakliteratuur doorgaans J.A. Mulock Houwer genoemd, was een Nederlands architect, steden- en waterbouwkundige. Hij was de stadsarchitect van Deventer en Groningen.

## Opleiding

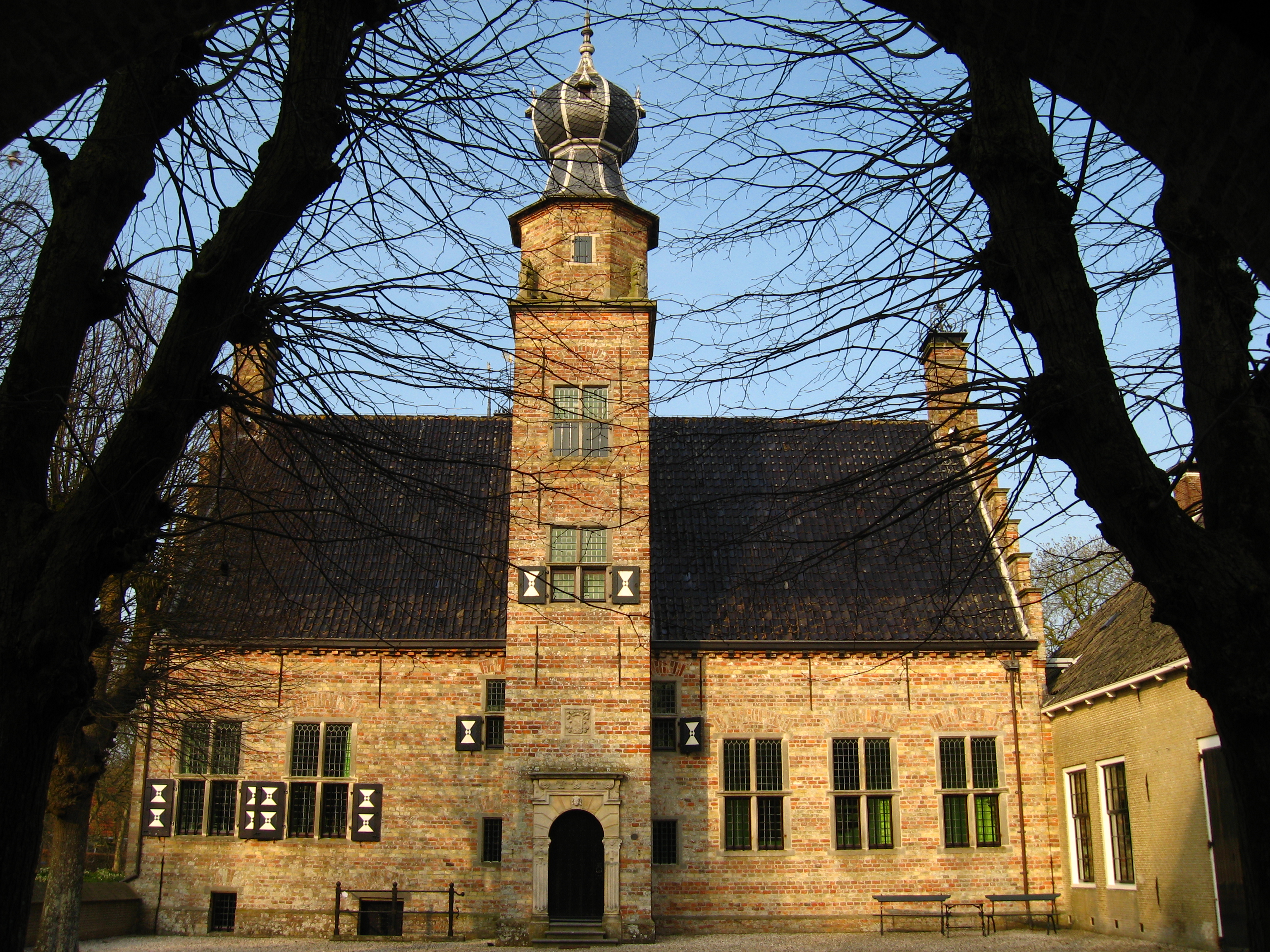
Mulock Houwers eerste werk: het Popta gasthuis opmeten

Op zeventienjarige leeftijd vertrok Mulock Houwer naar Delft om aldaar aan de toenmalige Polytechnische School te Delft zijn opleiding tot civiel- en bouwkundig ingenieur te volgen. Na één jaar verloren te hebben door tyfus, voltooide hij zijn studie op vierentwintigjarige leeftijd. Tijdens zijn studententijd was het opmeten van het Popta gasthuis te Marssum zijn eerste werk. Na zijn studententijd ging hij ongeveer anderhalf jaar bij de Amsterdamse architect Constantijn Muysken in de leer. Daar was hij onder meer betrokken bij de verbouw van het buiten Elswout te Haarlem.

## Deventer periode
Op 23 april 1882 werd Mulock Houwer benoemd tot Bouwmeester der gemeente Deventer. In de zeventien jaren dat hij in deze functie werkzaam was bouwde hij vooral bijzondere gebouwen, zoals (ver)bouw van villa's, het kantoor van de Sallandse bank, scholen, de Grote Synagoge van Deventer in Oosterse stijl, kerken en markten. Ook het ontwerp voor de Wilhelminafontein op de Brink is van zijn hand. Van de gemeentelijke werken is de aanleg van de Deventer Drinkwaterleiding een van Mulock Houwers voornaamste werken geweest. De watertoren uit 1893 in het Nieuwe Plantsoen in neorenaissancestijl is hiervan een onderdeel.
De prestaties die hij in Deventer verrichtte, leidden in oktober 1900 tot zijn benoeming in Groningen als opvolger van de om gezondheidsredenen teruggetreden A. Schram de Jong.

## Groninger periode

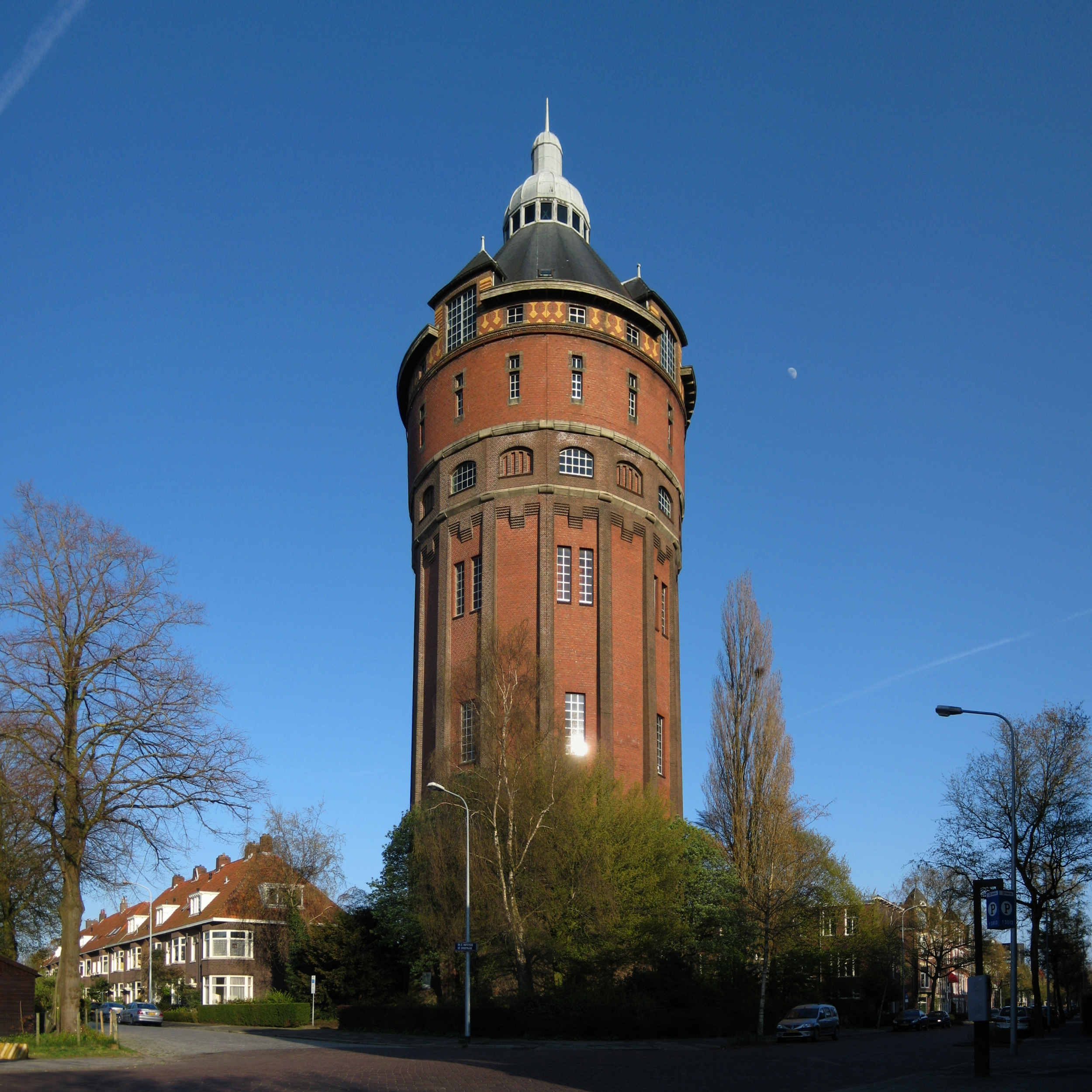
Watertoren (1910-'11) aan de Hofstede de Grootkade in Groningen (2010)

Als directeur van Gemeentewerken hield Mulock Houwer tot zijn pensionering kantoor op het Bureau van Gemeentewerken aan het Gedempte Zuiderdiep. 
Een van de eerste grote werken die door hem gebouwd werden was de Electrische Centrale aan de Bloemstraat (1902).
Na het in werking treden van de woningwet in 1902, maakte Mulock Houwer het eerste Groninger 'Plan van Uitleg', dat in 1906 door de Gedeputeerde Staten goedgekeurd en bekrachtigd werd. Ook met de invulling van het plan hield Mulock Houwer zich bezig: de gemeentelijke woningbouw in het zogeheten ‘Blauwe Dorp’ in de Oosterparkwijk is onder andere van zijn hand. Ook gaf hij vorm aan diverse parken in de stad. Samen met grootindustrieel Jan Evert Scholten stond Mulock Houwer aan de wieg van het Stadspark. Daarnaast ontwierp hij de vijver en muziektent in het Noorderplantsoen.
Tal van monumentale gebouwen in de stad zijn (mede) door Mulock Houwer ontworpen. Hieronder bevinden zich de watertoren aan de Hofstede de Grootkade, een kantoorpand - het voormalige belastingkantoor - aan de Sint Walburgstraat 9 en diverse scholen, waaronder de Zeevaartschool.
In het Stadspark is de Mulock Houwerlaan naar hem vernoemd en bevindt zich een bescheiden monument in de vorm van een boom met hekje met zijn naam, geboorte- en overlijdensdatum.

## Genootschappen

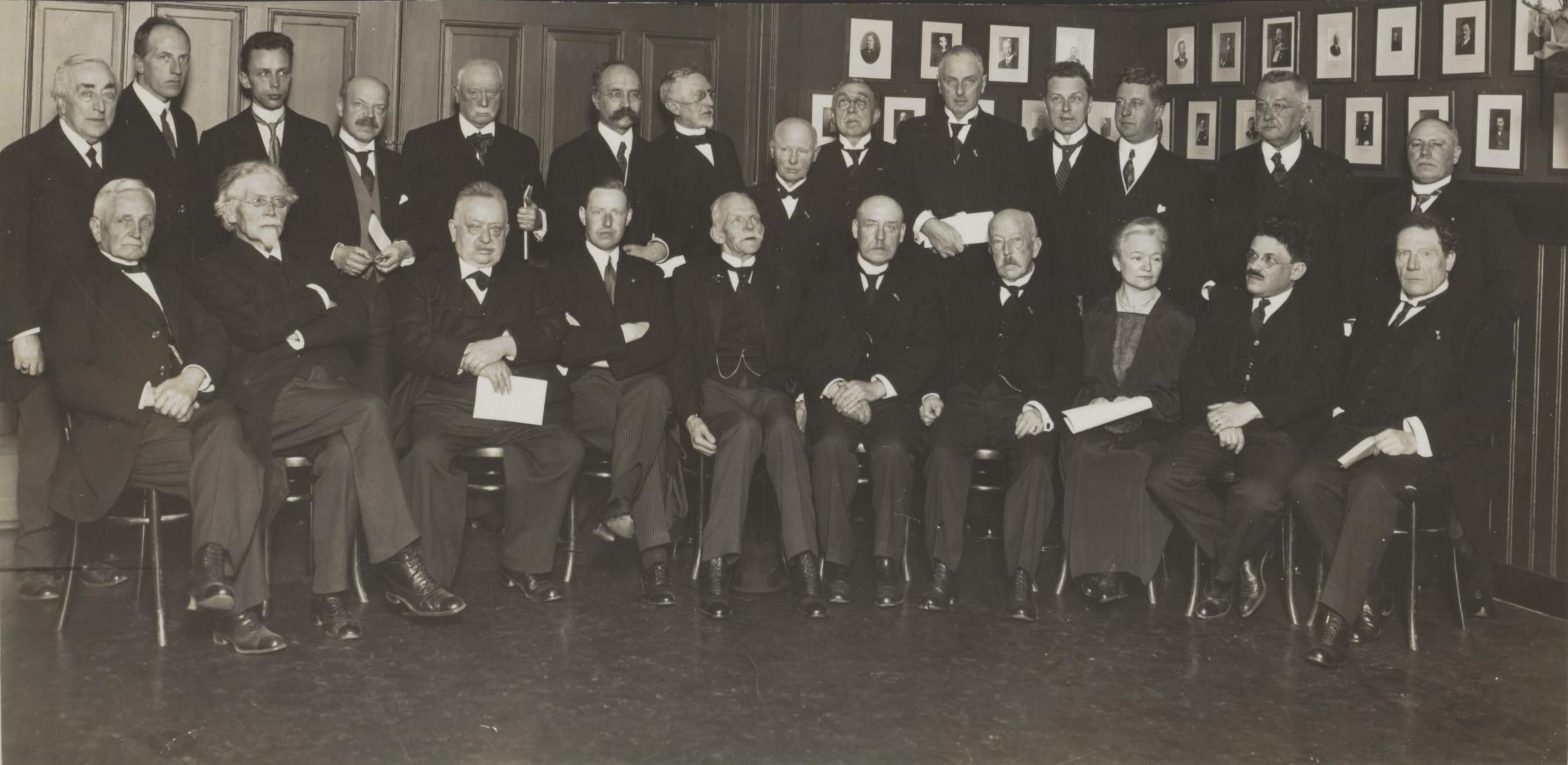
Mulock Houwer (staand 2e van rechts) en het Natuurkundig Genootschap (Groningen, 1926)

Mulock Houwer was onder meer lid van de Maatschappij ter Bevordering van Nijverheid, de Maatschappij tot Bevordering der Bouwkunst en de Orde van Vrijmetselaren. Van deze genootschappen vervulde hij op regionaal en landelijk niveau diverse bestuursfuncties.

### Maatschappij ter Bevordering van Nijverheid
Tijdens zijn Deventer periode was Mulock Houwer president van het departement Deventer van de Maatschappij ter Bevordering van Nijverheid.

### Maatschappij tot Bevordering der Bouwkunst
Bij deze vakvereniging voor architecten zat Mulock Houwer vele jaren lid in het hoofdbestuur.

### Natuurkundig Genootschap
Van het Natuurkundig Genootschap is Mulock Houwer 17 jaren bestuurslid geweest. Hij was tevens erelid.

### Kunstlievend Genootschap Pictura
Mulock Houwer is 16 jaar bestuurslid geweest bij Pictura en voorzag deze vereniging van talloze adviezen.

### Vrijmetselarij

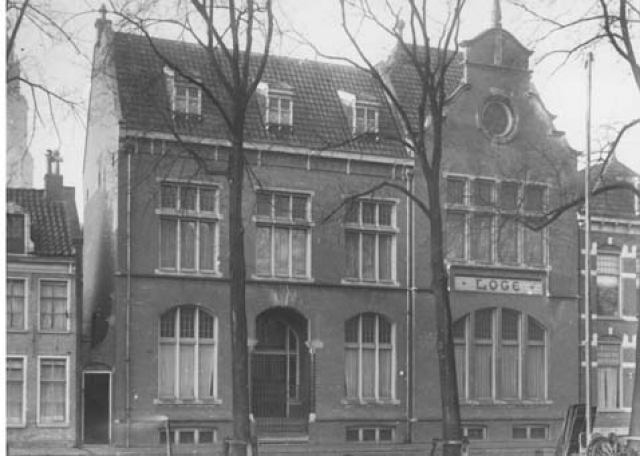
Het gebouw van de loge L'Union Provinciale in Groningen

Mulock Houwer werd in 1880 in de loge "De Ster in 't Oosten" te Zierikzee mede door zijn vader ingewijd in de vrijmetselarij. Tijdens zijn leven in Deventer was hij lid van de loge "Le Préjugé Vaincu", aldaar. In 1901 werd hij lid van de loge L'Union Provinciale. Samen met Nicolaas Willem Lit en Gerrit Nijhuis ontwierp hij in 1905 het logegebouw der vrijmetselaren aan de Turfsingel in Groningen. De tempel van dit gebouw was in Egyptische stijl en voornamelijk van de hand van Mulock Houwer. Ook voor de bovenzaal van het Concerthuis in de Poelestraat, ooit een oud logegebouw, ontwierp Mulock Houwer een voorstelling van een Egyptisch aandoende tempel.
Mulock Houwer was een van de voorzittend meesters van L'Union Provinciale en kreeg in 1923 het erelidmaatschap aangeboden. In december 1930 vierde men er zijn 50-jarig jubileum als vrijmetselaar en werd de jubilaris een buste van hem aangeboden die een plek kreeg in het logegebouw. 
- RKD-Nederlands Instituut voor Kunstgeschiedenis: 130872